# 痴漢男
『痴漢男』（ちかんおとこ）とは、書籍・映画などで有名になった電車男と同様、インターネット掲示板サイト2ちゃんねるへの書き込みを基にしたラブストーリーである。

## 概要
「電車男を超えた、2ちゃんねる発のラブストーリー」として2005年に双葉社から書籍化され、同年11月には映画にもなった。
名称は電車男と同様、投稿した人物のハンドルネームに由来する。書籍の著者は「板野住人（いたのすみと）」。“板の住人”を意味するペンネーム。

## ストーリー
ある人物の2004年11月5日の投稿からすべてが始まった。アニメと爬虫類にしか興味のない20歳の大学生が、ある日女性に痴漢に間違われた。後日なんとか誤解が解け、その男（痴漢男）は女性（後に勘違い又はカンチと命名）のストーカー被害の相談に乗っているうちに、彼女にほのかな恋心を抱くようになる。話が進むにつれ、「カンチ」の友人「関西」「ロリ巨乳(ロリ)」も登場し、ここに女の子3人との不器用な恋物語が始まる。女の子達と友達として付き合っていくうちに、痴漢男は自分の関西に対しての本当の気持ちに気付く。そして、ついに痴漢男は関西に思いを打ち明けるのだった。

## 主な登場人物
ほぼ全員が痴漢男の命名したあだ名で呼ばれる。
痴漢男
この物語の主人公。20歳大学生、身長163cm、体重50kg、実家を離れて一人暮らしをしている。童貞。
痴漢に間違われたことがきっかけで勘違いやその友人と交流するようになる。しかし女性経験がなく（三択ではあるらしい）、付き合い方がわからなかったため、2ちゃんねるのニュース速報VIP板にてスレッドを投稿、住人に相談を求めた。
趣味はアニメ、ゲーム、熱帯魚、爬虫類の自称オタク。また買い物など最低限の事以外では外出はしない「半ヒキ」状態。友達はいない。
視力が悪く普段はコンタクトを使用している（家では眼鏡）。童顔であり水族館に中学生料金で普通に入れるらしい。
自分で隠した鍵の隠し場所を忘れたり、トランクス姿のまま気づかず女性を部屋に入れてしまうなどうっかり者。しかし時に言いたいことを相手にはっきり伝える男らしい一面を見せる（仇になることも）。
当初は勘違いに好意を寄せていたが、次第に関西に好意を寄せるようになる。 ロリ巨乳からは好意を寄せられる。
家族に両親と姉が一人いる。
通称「痴漢」。
勘違い
痴漢男を痴漢と間違えた女性。推定身長155cm、推定体重50kg。普段はファミレスでアルバイトしているフリーター。
一年～半年程前からストーカー被害に遭っており、同じ通りを歩いていた痴漢男を痴漢と間違えてパニックを起こし、警察沙汰になった。
痴漢の疑いが晴れた後も、ストーカー対策として男性としての意見を聞くため（男友達がいないらしい）、度々痴漢を頼るようになる。
性格は大人しめで明るいが、上記の理由で男性に対しては（信用していても）やや距離を置きたがる。また言葉遣いを間違えたりと若干天然なところがある。
顔は痴漢曰く小倉優子に似ているらしい。
親はいるが喧嘩している為に実家を離れ、アパートで一人暮らししている（ただし最低限の生活費は貰っている）。詳細は不明。このアパートは痴漢の家（アパート）の近くらしい。
名前の由来は勘違いをしたことから。
通称｢カンチ｣。
関西
カンチの友人。女性。推定身長165cm、推定体重50kg。カンチと同じファミレスでアルバイトをしている大学生。
当初は痴漢と疑われた痴漢男を軽蔑の目で見ていたが、疑いが晴れてからは徐々にフレンドリーになっていく。
性格は気さくで明るいムードメーカーで、世話焼きな姐さんキャラ。友達思いでもある。
体型は痴漢曰く貧乳だが典型的なスレンダー美人。
家族に両親と兄弟（兄か弟かは不明）が一人いる。また実家住まい。
名前の由来はその関西人的な気質から（実際に関西出身ではない）。
ロリ巨乳
カンチの友人。女性。カンチ・関西の後輩であり歳は18、9歳。推定身長155cm（カンチと同じくらい）、推定体重50kg。カンチと同じファミレスでバイトしている大学生。
普段は控えめな性格だが、時折大胆な一面もみせる。
現在彼氏はいないが、男性経験は計三人。（一人目を除いて）イケメン系統だったが性格はあまり良くなかったらしく、一人目は自然消滅、二人目は浮気、三人目は暴力沙汰で消滅したらしい。
純朴な痴漢に好意を寄せるようになる。
漫画版ではヤンデレ風に描かれている。
名前の由来は身体的特徴から。
通称「ロリ」。
メガネ
例の痴漢事件の現場に居合わせ、仲裁に入った男性。警察署にも同行した。推定身長170cm、推定体重60kg。職業は営業系（推測）のサラリーマンで、年齢は痴漢曰く20代くらい。
事件の数日後痴漢が無実であることを知り、度重なる謝罪の上お詫びとして痴漢宅に蟹（ズワイガニと毛蟹二匹）を送った。
バカ殿が好きらしく、同じくバカ殿好きな痴漢とは意気投合していた。
名前の由来はメガネをかけていることから。外してコンタクトを使う場合もある。
執事ヤマオカ
カンチ達の後輩で友人。女性。推定身長163cm未満（痴漢より少しだけ低い）。カンチ達同じファミレスでバイトしている。
普段はメガネをかけ、遠出する時はコンタクトを使用しているらしい。痴漢が初めて会った時はコンタクトだった。
通称「執事」「ヤマオカ」。
ストーカー
カンチに対してストーカー行為をしている人物。
カンチの使用済みナプキンの窃盗、家宅侵入などをした。一応手は出してないらしい。
その正体は過去にカンチをナンパした知り合い「青木（仮名）さん」であり、後に逮捕されカンチにも謝罪、事件は解決に至った。
VIPPER
2ちゃんねるの「ニュース速報VIP板」の住人達。時にふざけ半分で、時に親身に痴漢の話を聞く。匿名・不特定多数で、返答に多少のブレはあるものの、友人のいない痴漢にとっては良き相談相手であり、何かと頼りにされる存在である。

## スレッドからの派生作品

### 漫画版
痴漢男のスレッドにリアルタイムで触れていたアマチュア漫画家YOKOによって描かれ、ウェブ上で公開されていた。現在は公開を終了している。YOKOは商業作家ではないが、巧みな心理描写や高い構成力、他作品のパロディを多く織り交ぜたその内容にはファンが多い。

### 書籍版
書籍は、電車男と同様、書き込み内容がそのまま書籍として編集されている。その類似した内容のためか、本作を出版した双葉社が電車男を出版した新潮社の方法を｢パクった｣として、2ちゃんねらーからの双葉社への評価は低い。 

#### 書誌情報
- 単行本：2005年4月26日発売[1]、双葉社、ISBN 978-4-575-29795-9

### 映画版
『痴漢男』書籍版を底本として、映画化された。2005年11月19日より上映。配給はトルネード・フィルム。主題歌は上村梨恵子の『大切な人』。映画『電車男』と違い、映画内に『2ちゃんねる』の名がはっきり出ており、また「電車男を超えた」と銘打っている。上映館である『渋谷シネ・ラ・セット』にて劇場前売り券の販売枚数新記録を樹立、舞台挨拶の整理券を特別に前日配布としたこともあり、キャストのファンが全国からつめかけて前々日夜から映画館に観客が並ぶという、最近の邦画では異例の事態が起こった。監督の寺内幸太郎はこの作品の好評をきっかけにテレビドラマに進出。とはいえ、上映館も少なく（前述の通り、関東地区の上映館は渋谷シネ・ラ・セットのみ）、CMや予告編などの宣伝も行われず、なにより大手映画会社（東宝・東映・松竹など）以外の映画会社が製作･配給をした以上、かなりのマイナー映画であることは明白である。なお、一時期「東宝製作」というデマがネット上で流れたことがある。
また、主役を演じている柳浩太郎の台詞が、滑舌が悪く聞き取りにくいという評価があるが、これは2003年に柳浩太郎本人が交通事故に遭い、その後遺症が残っているためとみられる。

#### キャスト
- 田中金太【痴漢男】（柳浩太郎）
- 天野結花【カンチ･勘違い】（長谷部優）
- 宮崎陽子【関西】（長澤奈央）
- 岩下美帆【ロリ巨乳･ロリ】（磯山さやか）

この他に声のみの出演であるネットの住人たちが登場する。ネットでの会話は全てアスキーアートに動きと声を与えた形になっている。

#### スタッフ
- 監督・脚本 - 寺内幸太郎
- 脚本 - 長津晴子

### 音声版
有志が漫画版に音声・BGM・効果音をあてたもの。映像はない。
キャストの個人的な事情により、途中で制作打ち切りとなった。

### 漫画・音声合成版
上記の漫画版と音声版を合成し、動画化したもの。制作者は2作品の作者とは別人。
音声版の制作が途中で打ち切られたため、こちらも打ち切りとなった。